# Bartomeu Darder i Pericàs
Bartomeu Darder i Pericàs (Palma, 1894 – Tarragona, 1944) fou un geòleg i agrònom mallorquí. Treballà amb un altre il·lustre geòleg mallorquí Guillem Colom, així com amb científics d'àmbit nacional i internacional, com Paul Fallot.
Una de les seves obres més conegudes fou Història de la coneixença geològica de l'illa de Mallorca, una petita obra pòstuma que acabà d'escriure l'any 1935 i que per les circumstàncies de la guerra civil i problemes de la postguerra no va ser publicada fins a l'any 1946.
Amb la col·laboració de la seva dona Maria Seguí de Darder va escriure textos escolars com Introducción al estudio de las Ciencias Físico-Naturales (Primer curso) publicat al 1935, a la Introducció del qual exposa les seves idees de com han de ser aquests manuals escolars.
El seu llegat fotogràfic va ser donat l'any 2008 a la Comunitat Autònoma de les Illes Balears pel seu fill Josep Darder i Segui (1925-2008), també geòleg de professió.
Un carrer del barri d'el Fortí de Palma duu el seu nom.